# Abd-al-Wassi (nom)
Abd-al-Wassi és un nom masculí teòfor àrab islàmic (àrab: عبد الواسع, ʿAbd al-Wāsiʿ) que literalment significa ‘Servidor de l'Immens’, essent «l'Immens» un dels epítets de Déu. Si bé Abd-al-Wassi és la transcripció normativa en català del nom en àrab clàssic, també se'l pot trobar transcrit ‘Abdul Wasie... normalment per influència de la pronunciació dialectal o seguint altres criteris de transliteració. Com a teòfor, també el duen molts musulmans no arabòfons que l'han adaptat a les característiques fòniques i gràfiques de la seva llengua.